# Левый анархизм
Левый анархизм (левое крыло анархизма) утверждает, что в будущем общество должно отказаться от частной собственности в пользу экономики дара и неиерархического общества. Термин «левый анархизм» иногда используется как синоним либертарного социализма, левого либертарианства или социального анархизма. Включает анархо-коммунизм, анархо-коллективизм, анархо-синдикализм, платформизм.
Левые анархисты были замечены на протестах против глобализации, например, в Сиэтле в 1999 году против Всемирной торговой организации.
Ульрик Хайдер, синдикалист, делит анархизм на левый анархизм, правый анархизм (анархо-капитализм) и зелёный анархизм. Работа Хайдера была резко раскритикована со стороны анархистов-учёных, в том числе Брайаном Капланом и Мюрреем Букчином за якобы плохое качество исследований и подачи материала. Левый анархизм отличается от анархизма свободного рынка и правого анархизма.